# Trésors perdus : Le Secret de Moctezuma
Pour les articles homonymes, voir National Treasure.
Trésors Perdus : Le Secret de Moctezuma ou Trésors perdus : Aux confins de l'histoire au Québec (National Treasure: Edge of History) est une série télévisée américaine en dix épisodes d'environ 49 minutes créée par Cormac et Marianne Wibberley, diffusée entre le 14 décembre 2022 et le 8 février 2023 sur le service Disney+, incluant les pays francophones.
Il s'agit d'une série dérivée de la franchise cinématographique Benjamin Gates. Elle se déroule dans la continuité des films, incluant des apparitions de certains personnages.

## Synopsis
Jess Valenzuela est une jeune femme ayant le statut DACA qui aimerait être naturalisée américaine afin de réaliser son rêve de travailler pour le FBI. En attendant, elle travaille pour un garde-meuble où son patron lui confie comme mission de trouver le propriétaire d'un box dont le loyer est impayé depuis plusieurs mois.
Quand elle découvre ce dernier, Peter Sadusky, un ancien agent du FBI, il la met sur la piste d'un trésor perdu qui aurait un lien avec son père, décédé quand elle était encore bébé. Aventurière dans l'âme, Jess se lance dans cette quête avec l'aide de ses amis. Néanmoins, elle croise sur son chemin Billie Pearce, une antiquaire sans scrupule qui est également à la recherche du trésor.

## Distribution

### Acteurs principaux
- Lisette Olivera (VF : Charlotte d'Ardalhon) : Jess Valenzuela
- Zuri Reed (VF : Amélia Ewu) : Tasha
- Antonio Cipriano (en) (VF : Alexandre Nguyen) : Oren
- Jordan Rodrigues (VF : Jonathan Le Guillou) : Ethan
- Jake Austin Walker (en) (VF : Aurélien Raynal) : Liam Sadusky
- Lyndon Smith (en) (VF : Laëtitia Lefebvre) : l'agent Ross
- Catherine Zeta-Jones (VF : Marjorie Frantz) : Billie Pearce

### Acteurs récurrents
- Breeda Wool (VF : Véronique Desmadryl) : Kacey Hasler
- Dustin Ingram (en) (VF : Augustin Bonhomme) : Myles
- Salena Qureshi (VF : Valérie Bescht) : Meena Mishra
- Darri Ingólfsson (VF : Laurent Maurel) : Dario
- Joseph D. Reitman (en) : l'homme barbu

### Invités de la franchiseBenjamin Gates
- Armando Riesco (en) (VF : Yann Guillemot) : l'agent Hendricks (6 épisodes)
- Harvey Keitel (VF : Patrick Raynal) : l'agent Peter Sadusky (épisode 1)
- Justin Bartha (VF : Jérémy Prévost) : Riley Poole (épisode 4)

 Source et légende : version française (VF) sur RS Doublage et via le carton du doublage français en fin d'épisode sur Disney+.

## Production

### Genèse et développement
Début mai 2020, le producteur Jerry Bruckheimer révèle travailler en partenariat avec Disney+ pour l'écriture d'une série dérivée des films Benjamin Gates. Il est annoncé que la série reprendra le même concept que les films mais avec une distribution plus jeune. Le service passe officiellement la commande d'une première saison le 24 mars 2021. La réalisation du premier épisode est alors confiée à la réalisatrice indo-américaine Mira Nair.
Le titre de la série est dévoilé lors du San Diego Comic-Con de 2022, puis à l'occasion de la convention D23 organisée à Anaheim le 10 septembre 2022, l'équipe de la série dévoile la première bande-annonce.
Le 21 avril 2023, Disney+ annonce ne pas renouveler la série pour une deuxième saison et confirme donc son annulation.

### Attribution des rôles
En octobre 2021, Lisette Olivera décroche le rôle principal. En janvier 2022, Lyndon Smith, Zuri Reed, Jake Austin Walker, Antonio Cipriano et Jordan Rodrigues rejoignent la distribution principale.
Le mois suivant, l'actrice Catherine Zeta-Jones est choisie pour incarner l'antagoniste de la série. En avril 2022, il est annoncé que Justin Bartha, qui campait le rôle de Riley Poole dans les films originaux, reprendrait son rôle. En juillet 2022, il est suivi par Harvey Keitel qui reprend son rôle de l'agent du FBI Peter Sadusky.

### Tournage
Le tournage débute le 12 février 2022 à Baton Rouge en Louisiane. Des scènes de la série sont tournées à la Nouvelle-Orléans début juin 2022. L'équipe de tournage se déplace ensuite à Santa Fe au Nouveau-Mexique à partir de fin juin 2022.

### Fiche technique
Sauf indication contraire, les informations mentionnées dans cette section peuvent être confirmées par la base de données cinématographiques IMDb,  présente dans la section « Liens externes ».
- Titre original : National Treasure: Edge of History
- Titre français : Trésors perdus : le secret de Moctezuma
- Titre québécois : Trésors perdus : Aux confins de l'histoire
- Création : Cormac et Marianne Wibberley, d'après les personnages crées par Jim Kouf, Oren Aviv et Charles Segars
- Décors : Charles M. Lagola et Arlan Jay Vetter
- Costumes : Agata Maszkiewicz
- Casting : Veronica Collins Rooney
- Musique : Trevor Rabin
- Production : Joan Cunningham, Jeremy Beim et Dwain Worrell
- Producteur délégués : Jon Turteltaub, Rick Muirragui, Mira Nair, Marianne Wibberley, Cormac Wibberley, KristieAnne Reed, Jonathan Littman et Jerry Bruckheimer
- Sociétés de production : Jerry Bruckheimer Television et ABC Signature
- Sociétés de distribution : Disney Platform Distribution (télévision) et Disney Television Studios (globale)
- Pays d'origine :  États-Unis
- Langue originale : anglais
- Format : couleur - 2.20 : 1 - 2160p (4K UHD) - HDR10 - son Dolby Atmos
- Genre : série d'aventure
- Durée : 48-50 minutes

## Épisodes
1. Je suis un fantôme (I'm a Ghost)
2. La Carte au trésor (The Treasure Map)
3. Un pari nommé Graceland (Graceland Gambit)
4. Charlotte (Charlotte)
5. Un journal qui a du chien (Bad Romance)
6. Les meilleures ennemies du monde (Frenemies)
7. Point de non-retour (Point of No Return)
8. Arbre généalogique (Family Tree)
9. Rendez-vous avec Salazar (A Meeting with Salazar)
10. Les gardiens du trésor (Treasure Protectors)